# Hispano-Suiza K8
El Hispano-Suiza K8 es un prototipo de automóvil de la empresa española Mazel, presentado por primera vez en el Salón del Automóvil de Ginebra de 2001 como un sedán de lujo.
Es un automóvil deportivo de cuatro plazas. El interior del vehículo (salpicadero, puertas, volante y asientos) está recubierto por piel en tono ocre.
Mazel fue la empresa que se dedicó al diseño de este automóvil, y con él, hicieron resurgir a la marca Hispano-Suiza. Después de este prototipo, diseñaron el Hispano-Suiza HS21-GTS.

## Especificaciones
Este automóvil tiene un motor atmosférico V8 de 4,2 litros, que desarrolla 360 CV a 7200 rpm. Tiene caja de cambios secuencial de seis velocidades y tracción a las cuatro ruedas.
Tiene frenos de discos ventilados en las cuatro ruedas.